# Runzewe Magharibi
Runzewe Magharibi è una circoscrizione rurale (rural ward) della Tanzania situata nel distretto di Bukombe, regione di Geita. Conta una popolazione di 11 990 abitanti (censimento 2012).